# Seville East
Seville East – miasto w Australii, w stanie Wiktoria.

## Historia
Europejscy osadnicy przybyli do miejscowości w latach 60. XIX wieku, początkowo nazywała się ona Redlands. Nazwa została zmieniona w 1886 roku na cześć zmarłej córki mieszkańca Williama Smitha.
W 2010 roku otwarto Seville Town Centre.